# Алекс Чола
Алекс Чола (англ. Alex Chola, 2 червня 1956, Лубумбаші — 27 квітня 1993, Атлантичний океан) — замбійський футболіст, що грав на позиції нападника за клуби «Муфуліра Блекпул» та «Пауер Дайнамос», а також національну збірну Замбії. По завершенні ігрової кар'єри — тренер.

## Клубна кар'єра
У дорослому футболі дебютував 1974 року виступами за команду «Муфуліра Блекпул», у якій провів п'ять сезонів.
У 1980 році перейшов до клубу «Пауер Дайнамос», за який відіграв 5 сезонів. Завершив професійну кар'єру футболіста виступами за команду «Пауер Дайнамос» у 1985 році.

## Виступи за збірну
У 1975 році дебютував в офіційних матчах у складі національної збірної Замбії.
У складі збірної був учасником Кубка африканських націй 1982 року у Лівії, на якому команда здобула бронзові нагороди.
Загалом протягом кар'єри у національній команді, яка тривала 11 років, провів у її формі 10 матчів, забивши 1 гол.

## Кар'єра тренера
Розпочав тренерську кар'єру відразу ж по завершенні кар'єри гравця, 1985 року, очоливши тренерський штаб клубу «Пауер Дайнамос», з яким пропрацював наступні п'ять років. Згодом тренував цю ж команду й протягом 1992–1993 років.
1993 року уввійшов до тренерського штабу національної збірної Замбія. 27 квітня того ж року загинув в авіакатастрофі поблизу Лібревіля на 37-му році.

## Титули і досягнення
- Бронзовий призер Кубка африканських націй: 1982